# I mietitori
I mietitori (in greco antico: Θερισταί?, Theristaì) è un dramma satiresco oggi perduto, scritto dal tragediografo Euripide nel V secolo a.C. L'opera venne composta per la tetralogia di Medea, Filottete e Ditti, quindi nel 431 a.C..

## Trama
Nulla si sa della trama, ma si ipotizza che il coro fosse formato da satiri intenti alla mietitura per una festa: il dramma, comunque, risultava perduto già nel 200 a.C., secondo quanto riportava Aristofane di Bisanzio nella sua hypothesis alla Medea.
Non ci sono, in effetti, frammenti assegnabili ai Theristai ed è stato suggerito che questo poteva essere un titolo alternativo per il perduto dramma satiresco Syleus.